# Canon de 356 mm/50 calibres
Pour les articles homonymes, voir Canon de 14 pouces.
Le canon de 356 mm/50 calibres, ou canon de 14"/50 calibres, est un canon de diamètre 14 pouces (ou 356 millimètres) utilisé comme pièce d'artillerie principale, dans la marine militaire américaine, sur les cuirassés de classe New Mexico et Tennessee. 
Il succède au canon de 356 mm/45 calibres qui équipait les classes de cuirassés New York, Nevada, et Pennsylvania.